# Endri Kosturi
Endri Kosturi (Tirana, 16 ottobre 1980) è un artista e pittore italiano.
Nato in Albania e cresciuto in Italia, vive e lavora a Londra. È autore di numerose tele informali realizzate in acrilico con una particolare tecnica pittorica a strati. Sull'opera finita vengono spesso impresse singole frasi o parole apparentemente decontestualizzate. Nella sua pittura ricorrono con frequenza tematiche legate all'amore e alla libertà. Ha esposto nelle principali città europee, tra cui Milano, Roma, Parigi, Londra e Trieste.

## Biografia
Dimostra fin da piccolo grande attitudine per la pittura e la poesia. Nel 1987, a soli sette anni di età, espone una delle sue prime tele di grandi dimensioni, Primavera (100 x 200 cm), alla Galeria Kombetare e Arteve di Tirana. Nel 1990 si trasferisce con la famiglia in Italia e prosegue gli studi artistici a Udine, dedicandosi principalmente al figurativismo. A partire dal 1999 soggiorna per lunghi periodi a Parigi dove approfondisce la conoscenza di Van Gogh e dell'impressionismo, iniziando un percorso che lo conduce verso l'arte informale. Con Dragonfly, la sua prima serie monotematica, Kosturi sviluppa il tema della libellula come affinità sentimentale e onirica dell'essere umano. Nel 2000 sviluppa il ciclo dei Balconi in cui evidenzia le diversità tra due mondi tendenzialmente opposti, tra interiorità individuale e mondo esterno, tra conscio e inconscio. Ritornato in Italia, nel 2001 realizza con tecniche miste la serie Beat Flowers (Fiori beat), ispirata dalla lettura di San Francisco Blues di Jack Kerouac. Nel 2003 si trasferisce a Londra, in quella che diverrà la sua città d'adozione. Nel 2010, riprendendo il tema del murale astratto e avvalendosi per la prima volta della pittura a strati (layer), dipinge la serie Wonderwall, un muro immaginario che l'artista percepisce nella dimensione interiore ed esteriore della natura umana.

## Unwiped Windows
Nel 2010 presenta Unwiped Windows. La serie di dipinti e monostampe, che riprende e sviluppa il tema della finestra, viene esposta con una personale alla Lennox Gallery di Londra. La mostra si rivela un successo di pubblico e di critica e viene replicata al Grange St Paul's Hotel di Londra. Le opere della serie Unwiped Windows sono realizzate con la tecnica della stratificazione di pigmenti. Sugli strati di pasta modellante acrilica granulare vengono incisi, talora graffiati, i sentimenti dell'artista sotto forma di parole o frasi.

## Light Within The Shadows
Nel 2011 espone al Plain Wall Projects di Londra la monotematica Light within the shadow. La mostra, allestita dall'architetto Robin Monotti, si sviluppa su due livelli ed è una metafora dell'amore che prende forma nell'effimero corpo umano. Al piano terra, dipinti imbrigliati su reti da pesca fluttuano sospesi nello spazio, introducendo e guidando il visitatore al processo creativo dell'artista. Una stretta scala, dipinta in rosso, conduce al piano superiore, ambiente espositivo ove predomina il blu. Assieme ad un vasto corpo di dipinti, l'esposizione comprende anche una installazione video che proietta un cortometraggio realizzato dallo stesso Kosturi in collaborazione con il fotografo Marcel Bird Wieteska. Nelle opere di Light within the shadows, la finestra rimane il nodo focale di riflessione e la tecnica pittorica a strati (layer) è la stessa già utilizzata in Unwiped Windows. La poesia, sotto forma di parole graffiate sulla tela, è parte integrante di ogni dipinto mentre il contrasto tra luce e ombra viene estremizzato.

## See-A Light
Nel 2012 il Centro Commerciale Torri d'Europa di Trieste ospita la mostra See-A Light, mare e luce – l'orizzonte infinito. Kosturi si avvale di una formula innovativa che, oltre ad una ventina di tele ideate e realizzate nella stessa Trieste nei mesi antecedenti l'esposizione, comprende installazioni video (con la collaborazione del videomaker Marco Tessarolo), musica (composta da Silvia Rosani) e performance artistiche dal vivo. Le opere di See-A Light traggono spunto dai suggestivi paesaggi triestini e rappresentano l'omaggio di Kosturi alla natura, alla luce e al mare, protagonisti indiscussi, rappresentati astrattamente come raggi solari che si riflettono sulle onde del mare, allusione metaforica del confine tra dimensione razionale ed inconscio.

## Der Kaiser von Atlantis
Kosturi è autore delle scenografie dell'opera lirica Der Kaiser von Atlantis di Viktor Ullmann, andata in scena il 27 settembre 2012 presso il Teatro Verdi di Muggia e replicata il 2 ottobre 2012 presso la Risiera di San Sabba di Trieste, prima rappresentazione assoluta in un campo di concentramento. Le scene sono essenziali, quasi minimaliste, con un'enorme luna piena dipinta su tela a drappeggiare il fondale.